# 혈관성 치매
혈관성 치매(血管性癡呆, 영어: vascular dementia)는 뇌에 혈액 공급에 문제가 생기는 뇌경색으로 인한 치매를 말한다. 노인에게 일어나는 치매중 발병률을 기준으로 알츠하이머병에 이은 제2위의 치매이다.
혈관성 치매는 경색이 일어난 곳의 수에 따라 단일경색치매(single-infarct dementia)와 다발경색 치매(Multi-infarct dementia)로 구분된다. 보통 여러곳에서 경색이 일어난 경우 치매로 이어진다.

## 같이 보기
- 저밀도 지질단백질(LDL)
- 대사 증후군
- 오메가-3 지방산
- 오메가-6 지방산
- 폴리코사놀